# Лаврентій (Терлецький)
Лаврентій Терлецький (пом. 1549) — український релігійний діяч. Перемишльський православний єпископ у 1535—1549 роках. Представник роду Терлецьких. Підтримував контакти зі Станіславом Оріховським.

## Життєпис
Лаврентій Терлецький був мирським священником і вдівцем, у 1528 році Перемишльський єпископ Йоаким взяв його собі на коад'ютора з правом наслідування. У 1535 році став правлячим єпископом, а в 1537 році Лаврентій Терлецький взяв Антонія Радиловського коад'ютором.